# 大理乌蔹莓
大理乌蔹莓（学名：Cayratia daliensis）为葡萄科乌蔹莓属的植物。分布在中国大陆的云南等地，生长于海拔2,600米的地区，一般生于灌丛中。